# Куатро-Торрес
Куатро-Торрес («Четыре башни», исп. Cuatro Torres Business Area, сокр. CTBA) — деловой центр рядом с площадью Кастилии в Мадриде, состоящий из четырёх офисных небоскрёбов — самых высоких зданий Мадрида и всей Испании.

## Объекты

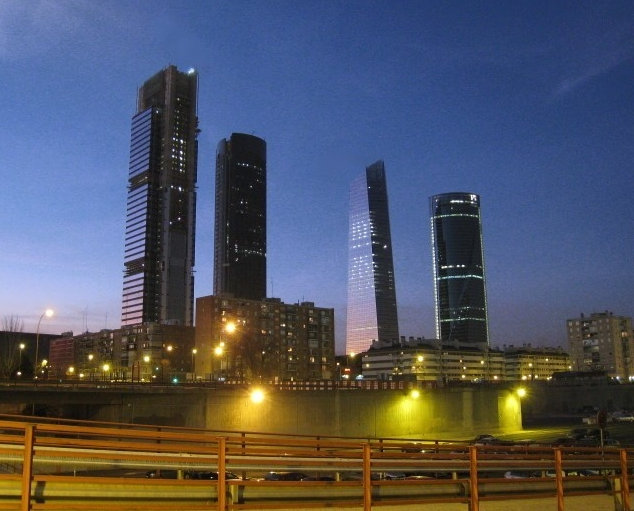
CTBA ночью, 2008 год

| Название            | Начало строительства | Конец строительства | Высота | Этажность     |
| ------------------- | -------------------- | ------------------- | ------ | ------------- |
| Башня «Caja Madrid» | 2004                 | 2009                | 250    | 45            |
| Стеклянная башня    | 2004                 | 2008                | 249    | 45, 50 или 53 |
| Башня «PwC»         | 2004                 | 2008                | 236    | 52            |
| Башня «Космос»      | 2004                 | 2007                | 230    | 57            |

### Torre Espacio
(рус.) «Космическая башня»
Высота — 224,5 метров (736 футов)
Количество этажей — 57
Архитектор — Генри Н. Кобб
Разработчик и строитель — Obrascón Huarte Lain
В ноябре 2006 года превзошла по высоте Gran Hotel Bali, став высоким зданием в Испании, хоть и ненадолго (см. ниже). 19 марта 2007 года, Альберто Руис-Гальярдон, мэр Мадрида, принял участие в церемонии торжественного открытия здания.

### Torre Bankia, ранее Torre Caja Madrid
(Башня «Банкиа», ранее Башня «Каха Мадрид»)
Высота — 250 метров
Количество этажей — 45
Разработка и дизайн — Норман Фостер
Строительство — Dragados и Fomento de Construcciones у Contratas
Самое высокое из четырёх зданий в комплексе, на 89 см выше, чем Тоrrе де Cristal.
Также это здание было известно как Torre Repsol. Предполагалось, что оно станет штаб-квартирой нефтегазовой компании Repsol YPF. Тем не менее, при строительстве башни, Repsol решил сменить место своей будущей штаб-квартиры, и в августе 2007 года здание перешло в собственность банка Caja Madrid за € 815 000 000.

### Torre de Cristal
(рус.) «Стеклянная башня»
Высота — 249 метров
Архитектор — Сесар Пелли
Строительство — Dragados
Это второе по высоте здание в стране после Torre Caja Madrid. В апреле 2007 , его высота превысила высоту Тоrrе Espacio, и оно ненадолго стало самым высоким зданием Испании.

### Torre PwC, ранее Torre Sacyr-Vallehermoso
(Башня «Сасир—Вальеэрмосо»)
Высота — 236 метров (774 футов)
Количество этажей — 52
Разработка — Карлос Рубио Карвахаль и Энрике Альварес-Сала Вальтер
Строительство — Sacyr Сау
Небоскреб был завершен в 2008 году.